# Эйзенхойт, Антониус

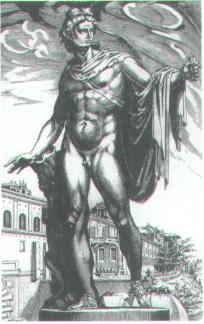
А.Эйзенхойт Аполлон Бельведерский (гравюра по меди)

А.Эйзенхойт Литое основание креста, деталь, ок. 1590 года, Зост, Санкт-Патрокли

Антониус Эйзенхойт (нем. Antonius Eisenhoit, род. 1553/1554 г. Варбург — ум. осень 1603 г. Варбург) — немецкий ювелир и график.

## Жизнь и творчество
Художественное образование А.Эйзенхойт предположительно получил в Нюрнберге, он поддерживал также творческие связи с мастерами из Нидерландов. Ранее 1580 года Эйзенхойт приезжает в Рим, где по заказу Микеле Меркати, префекта садов Ватикана создаёт более 130 гравюр по меди к его описанию ботанических коллекций Ватикана. Эти гравюры по меди украшают знаменитый, изданный лишь в 1717—1719 годах энциклопедический труд Metallotheca. Темой графических работ мастера становились также произведения искусства античной древности (например, изваянный из мрамора Аполлон Бельведерский).
В середине 1580-х годов А.Эйзенхойт возвращается в родной город. Здесь он работает над многочисленными частными заказами. В 1594 году Эйзенхойт, совместно с математиком и придворным часовым мастером из Касселя Йостом Бюрги создаёт автоматический небесный глобус с изображением известных к концу XVI столетия созвездий. Всего таких глобусов было изготовлено 5 экземпляров, ныне хранящихся в музеях Касселя, Парижа, Стокгольма и Цюриха.
Другой известной работой А.Эйзенхойта стал состоявший из многих частей сложный серебряный алтарный оклад, созданный для падерборнского князя-епископа Дитриха фон Фюрстенберга (1585—1618).